# NTP名古屋トヨペット

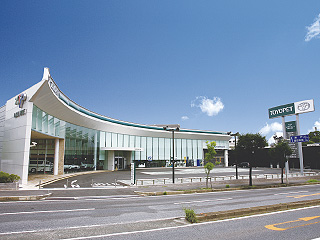
NTP豊田土橋店

NTP名古屋トヨペット株式会社（エヌティーピーなごやトヨペット、英: NTP Nagoya Toyopet Corporation）は、愛知県を主な販売エリアとする、トヨタ自動車の正規ディーラーである。

## 概要

### 自動車販売店
- トヨタ事業 - 88店舗
- レクサス事業 - 7店舗（高岳、植田、豊田土橋、岡崎、一宮、守山、山王）
- GRガレージ - 4店舗（豊川、豊田土橋、港･名四、小牧）

### 携帯電話
- au
- UQモバイル

### 保険
自動車保険を含む損害保険、生命保険、がん保険、医療保険代理店
- 東京海上日動火災保険、東京海上日動あんしん生命
- あいおいニッセイ同和損害保険
- 三井住友海上、三井住友海上あいおい生命保険
- メットライフ生命保険

### マリン事業
NTPマリン - 船舶の販売/整備 / ボート免許
- マリーナ
  - NTPマリーナりんくう
    - NTPマリンサービスセンター

  - NTPマリーナ高浜

### 金融商品仲介業
- 東海東京証券

### NTPの意味
NTPとは「Nice To  People　人に『素敵』を。」の略である。NTPは1992年（平成4年）の経営理念制定と同時にコーポレートメッセージとして作成され、翌年にコーポレートマークとして発表された。Nの緑は豊かな暮らしと文化、Tの赤は和・積極性・真心の創業精神、Pの青は車社会の未来創造を象徴している。

## 沿革
- 1956年（昭和31年）
  - 3月20日 - 名豊自動車株式会社として設立。
  - 12月5日 - 名古屋トヨペット株式会社に社名変更。
- 1961年（昭和36年）1月1日 - 社是制定。
- 1976年（昭和51年）10月1日 - 独自の顧客管理システムTCR（Total systems for Nagoya Toyopet Customers Relations）を導入。
- 1979年（昭和54年）8月30日 - 新車累計販売台数50万台。
- 1990年（平成2年）9月28日 - 新車累計販売台数100万台。
- 1992年（平成4年）1月6日 - 経営理念発表。
- 1993年（平成5年）4月1日 - コーポレートマークを発表。
- 1995年（平成7年）4月 - 営業支援システムNOA（Network Organization Assist system）を導入。
- 2001年（平成13年）7月 - 新車累計販売台数150万台。
- 2001年（平成13年）10月26日 - ISO 14001マルチサイト認証取得。
- 2003年（平成15年）11月7日 - 愛知県高浜市にNTPマリーナ高浜竣工。
- 2006年（平成18年）3月20日 - 創立50周年。
- 2008年（平成20年） - NTPインポート株式会社設立。ジャガー・フォード車の販売を開始。
- 2010年（平成22年）10月1日 - 持株会社制移行の前準備として、グループ統括会社「NTPホールディングス株式会社」を設立。
- 2011年（平成23年）6月24日 - 全グループ会社をNTPホールディングスの完全子会社とし、持株会社制に移行。
- 2012年（平成24年）4月1日 - ツタヤ事業（稲沢、上小田井）をグループ会社のNTセブンスへ事業譲渡。
- 2013年（平成25年）3月16日 - 愛知県常滑市にNTPマリーナりんくう竣工。
- 2014年（平成26年）
  - 3月31日 - 新車累計販売台数200万台。
  - 4月1日 - 名古屋トヨペット及びグループ会社であるトヨタカローラ南信のフォルクスワーゲン事業を新会社「NTP-VG（NTPヴィークルグループ株式会社）」へ集約。
- 2016年（平成28年）
  - 3月20日 - 創立60周年。
  - 7月1日 - NTPインポート株式会社を「NTP-VG」を存続会社として吸収合併し、（新）NTPインポート株式会社とする。これに伴い、日本撤退が決まっていたフォード車の販売を終了する。
- 2020年（令和2年）
  - 3月1日 - NTPインポート部門を再編成。各ブランド店舗をグループ内独立法人とした中間持株会社制に移行。NTPインポート株式会社は「NTPインポートHD株式会社」に社名変更し、各店舗法人の中間持株会社になる。 各店舗はそれぞれ「NTP-VG株式会社（フォルクスワーゲン部門）」「NTP-VC株式会社（ボルボ部門）」「NTP-PC株式会社（ポルシェ部門）」として、NTPインポートHD傘下の独立法人として営業する。同時に、ADWホールディングス（旧アイカーズ・愛知ダイハツ）が運営していた「ロールス・ロイス・モーター・カーズ名古屋」をNTPインポートHD本体で譲受し、ロールス・ロイス車の販売を開始。
  - 5月 - トヨタ車全車種取り扱いを開始。
- 2022年（令和4年）4月1日 -名古屋トヨペット、ネッツトヨタ名古屋、ネッツトヨタ中京の3社を「NTP名古屋トヨペット株式会社」へと組織再編。

## 取扱い車種
2020年（令和2年）5月よりトヨタ車全車種取り扱いを開始。

## 広告活動

### CM
サウンドロゴとして使われる「♪行ってみようよ名古屋トヨペット」というCMソング（歌唱は天地総子）は、愛知県では有名である。現在はAMラジオでのCMのみで使用され、FMラジオ・テレビでは「（人に素敵を） ♪NTP 名古屋トヨペット」が使われる。
テレビCMよりもラジオCMの放送が多いが、テレビCMではオリジナルソングをNTPの各店長がひな壇に並び歌うバージョンが放送されていた。
サイマルラジオのサービス「radiko」では、ラジオCMは流されずCM途中であってもフィラー音楽に差替えられていた。
2012年（平成24年）からは、NTPグループのCMも放送されている。

### 主なラジオCM出演者（ナレーター）
グループ会社のトヨタレンタリース名古屋もラジオCMを中心に放送している。
- 上田定行
- 坪井宏憲

など

### 屋外広告
名古屋グランパスエイト・ホームスタジアム（名古屋市瑞穂公園陸上競技場は試合開催時のみ。豊田スタジアムはバックスタンド常時広告掲示ポイントとグラウンドに掲示。）
バンテリンドームナゴヤ（レフトスタンド側にコーポレートメッセージを掲示。）

### 提供番組
- 『まちイチ nice to people』 - CBCテレビ（中部日本放送）で放送されている生活情報番組。名古屋トヨペットの一社提供。 2012年（平成24年）4月以降はNTPグループ提供。

### イメージキャラクター
2015年（平成27年）より、名古屋の男性アイドルユニット・BOYS AND MENをイメージキャラクターに起用。

## モータースポーツ活動
NTPグループでは、クルマ好きがモータースポーツ活動を楽しむことを目的とした会員組織「NAVUL（なぶーる）」を運営しており、走行会やJAFライセンス講習などを開催している。「NAVUL」とは「Ntpgroup AdVance Up to Limit（限界に挑戦する）」という意味と名古屋弁の「なぶる（触る）」の意味を持っている。
またプライベーターとして全日本ラリー選手権やヤリスカップ、インタープロトなどにも参戦している。

## その他
創立60周年を記念し2017年（平成29年）1月26日「名古屋トヨペット60周年セレモニー」を開催し、『同時にパーティークラッカーを鳴らした最多人数 / Most People popping party poppers』に挑戦。2,517人というギネス記録を達成。

## NTPグループ
NTPグループは、NTP名古屋トヨペットを含め14の企業で構成されており、愛知県、長野県を中心に事業活動を行っている。
| - NTPホールディングス株式会社 - NTP名古屋トヨペット株式会社 - NTPトヨタ信州株式会社 - 株式会社トヨタレンタリース名古屋 - トヨタホーム名古屋株式会社 - トヨタホーム信州カンパニー - 株式会社ジェームス名古屋 - NTPインポートHD株式会社 | - NTP-VG株式会社 - NTP-VC株式会社 - NTP-PC株式会社 - NTP-AC株式会社 - 株式会社NTPカーモスト - 株式会社NTPセブンス - NTPシステム株式会社 - モビリティサポート株式会社 |